# Hemimysis abyssicola
Hemimysis abyssicola is een aasgarnalensoort uit de familie van de Mysidae. De wetenschappelijke naam van de soort werd in 1869 voor het eerst geldig gepubliceerd door Georg Ossian Sars.